# فاز (ماده)

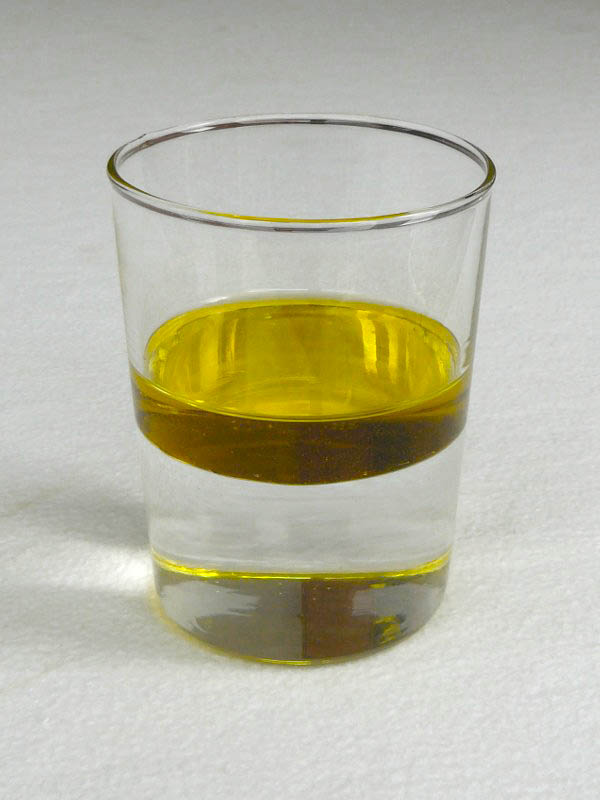
نمونه‌ای از یک‌ساختار متشکل از دو فاز مایع (آب و روغن)

هر فاز را می‌توان بخشی از ماده در نظر گرفت که تمام خواص آن از نظر ترکیب (شیمیایی و خواص فیزیکی) یکسان باشد. فاز بخشی از سامانه است که خواص شدتی آن در تمامی نقاط یکسان است. مثل آب در یک لیوان که بو، طعم، چگالی، ضریب شکست، ظرفیت گرمایی و… در همه جای آن یکسان است. واگر نصف آب را خالی کنیم سامانه دو فازی خواهد شد، یک فاز آب و یک فاز گاز و هوا. تغییر فاز همان تغییر فیزیکی است و بهتر است برای یک نواختی سامانه واژه فاز بکار رود.
برای شناسایی راحت تر فازها می‌توان دو ویژگی را آزمود: ۱- آیا دو ماده با حالت فیزیکی متفاوت غیر محلول داریم؟ (مثل آب و یخ که مخلوط دو فاز هستند) ۲- آیا دو ماده نامحلول داریم؟ (مثل آب و روغن که مخلوط دو فاز هستند)
اگر پاسخ هر دو خیر شد، تک فاز ولی اگر حتی یکی از جواب «بله» شد دو فاز می‌باشد.
فازهای مختلف از لحاظ ترکیب شیمیایی، ساختار بلوری یا حالت ماده با یکدیگر اختلاف دارند.

## انواع فاز

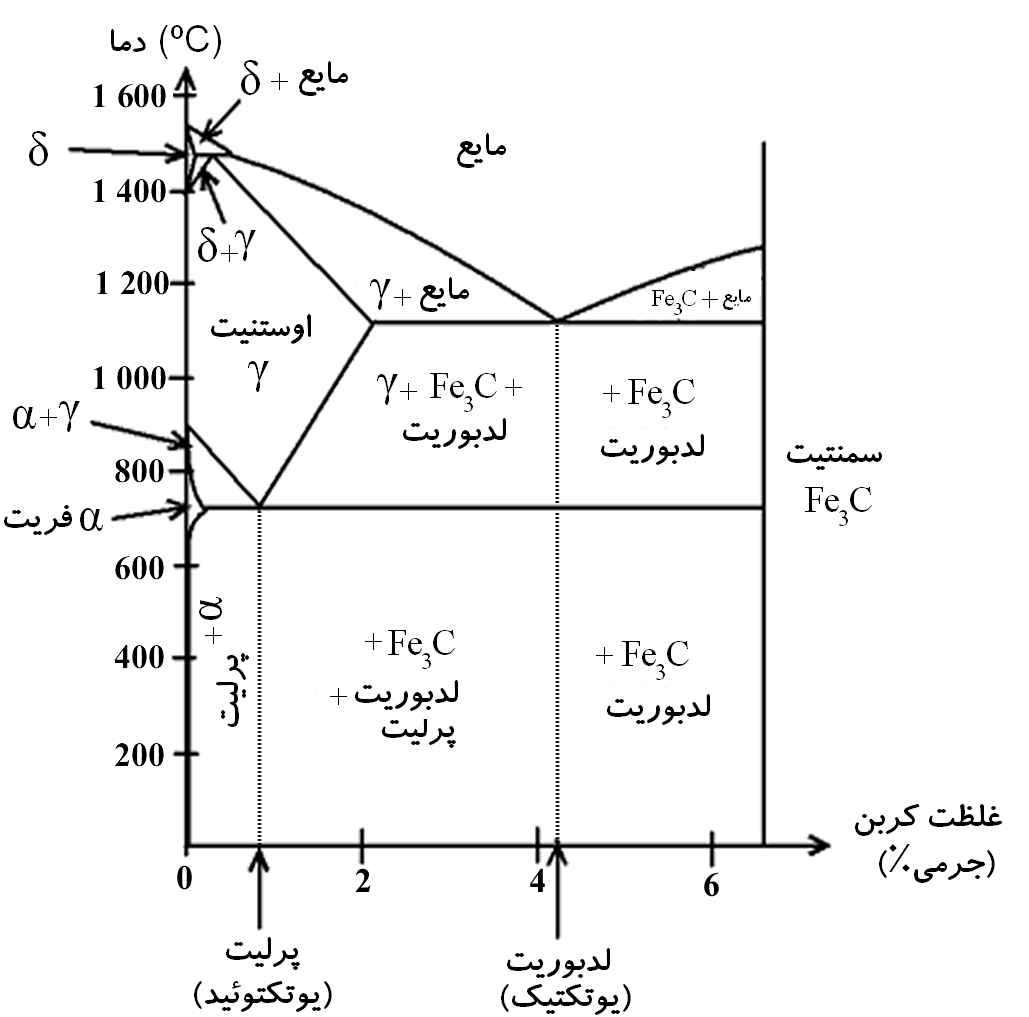
نمودار فازی آهن-کربن، که شرایط لازم برای تشکیل فازهای متفاوت را نشان می‌دهد.

فازهای متمایز به صورت حالت‌های مختلف ماده مانند، گاز، مایع، جامد، پلاسما یا چگالش بوز-انیشتن توصیف شوند. مزوفازهای کاربردی بین جامد و مایع نیز حالت‌های دیگر ماده را تشکیل می‌دهند.
فازهای متمایز نیز ممکن است در یک حالت معین از ماده وجود داشته باشند. همان‌طور که در نمودار فازی آهن-کربن نشان داده شده، چندین فاز برای هر دو حالت جامد و مایع وجود دارد. فازها از لحاظ حلالیت (مانند قطبی یا غیر قطبی) نیز با هم متفاوت هستند. مخلوطی از آب که یک مایع قطبی است با روغن که مایع غیرقطبی است خود به خود به دو فاز تبدیل می‌شود. آب در روغن حلالیت بسیار کمی دارد و نامحلول است و روغن حلالیت کمی در آب دارد. حلالیت، حداکثر مقدار مادهٔ حل‌شده‌ای است که می‌تواند قبل از متوقف شدن املاح و باقی‌ماندن آن‌ها در فاز جداگانه در یک حلال حل شود. یک مخلوط می‌تواند به بیش از دو فاز مایع جدا شود و مفهوم جداسازی فاز به جامدات نیز گسترش می‌یابد. به عنوان مثال، جامدات می‌توانند محلول‌های جامد را تشکیل دهند یا به فازهای کریستالی متمایز متبلور شوند. برخی جفت‌های فلزی که متقابلاً محلول هستند آلیاژ ایجاد می‌کنند، درحالی که جفت‌های فلزی متقابلاً نامحلول نمی‌توانند.
به‌طور کلی هشت فاز مایع غیرقابل امتزاج مشاهده شده است. فازهای مخلوط نشدنی متقابل، از آب (فاز آبی)، حلال‌های آلی آبگریز، پرفلوئوروکربن‌ها (فاز فلوئوری)، سیلیکونها، چندین فلز مختلف و فسفر مذاب تشکیل می‌شود. همهٔ حلال‌های آلی قابل امتزاج نیستند، به عنوان مثال، مخلوطی از اتیلن گلیکول و تولوئن ممکن است به دو فاز آلی مجزا تبدیل شود.
فازها نیازی به جداسازی ماکروسکوپی خود به خود ندارند. امولسیون‌ها و کلوئیدها نمونه‌هایی از جفت ترکیبات فاز غیرقابل امتزاج هستند.

## تعادل فاز

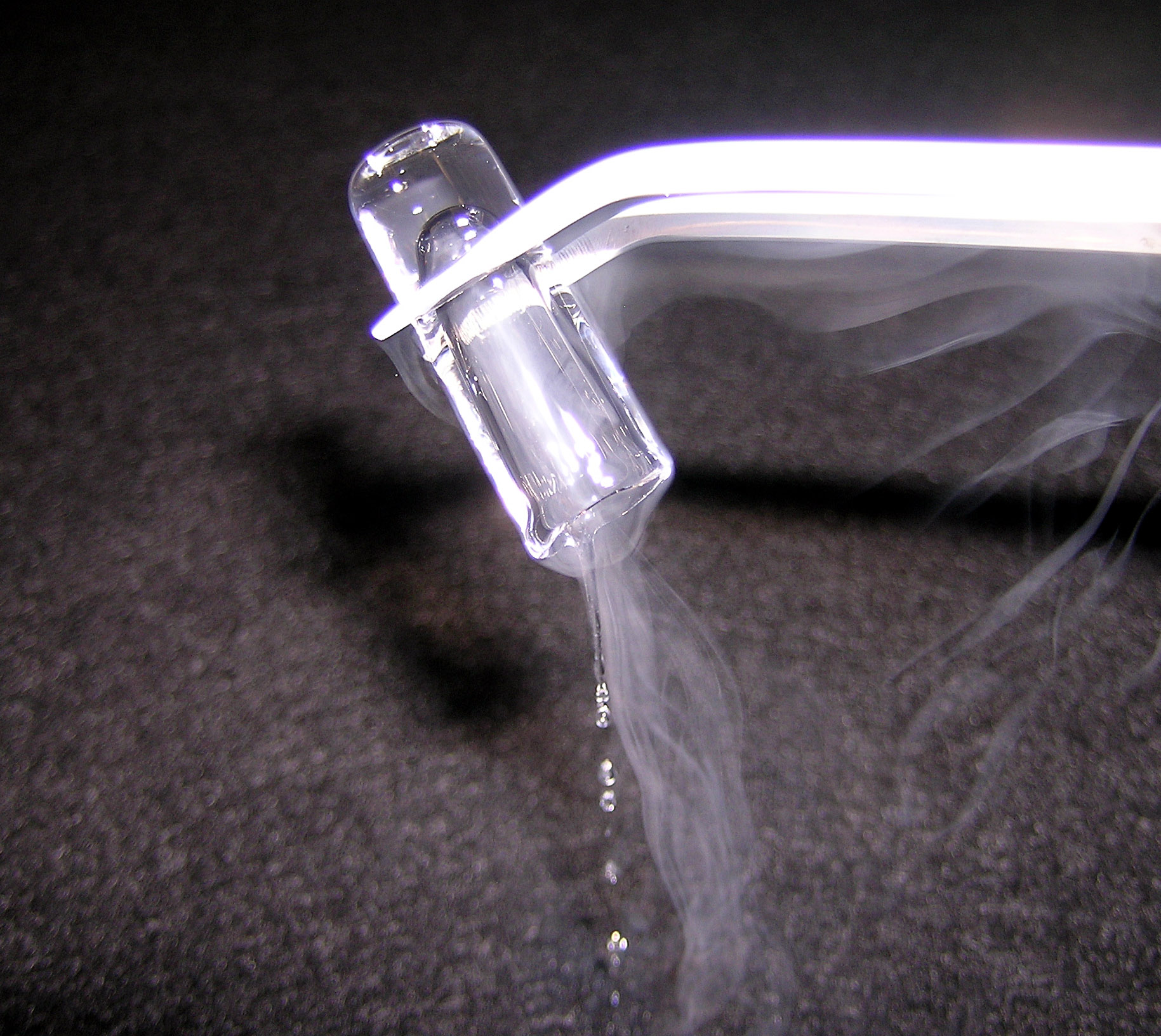
یک قطعهٔ کوچک از یخ آرگون که به سرعت در حال ذوب شدن است، انتقال ماده را از جامد به مایع نشان می‌دهد.

به موازات تعادل، بسیاری از ترکیبات یک فاز منفرد یکنواخت را تشکیل می‌دهند، اما بسته به دما و فشار، یک ماده واحد نیز می‌تواند به دو یا چند فاز مجزا تقسیم شود. در هر فاز خواص ماده یکسان است اما میان دو فاز مجزا خواص متفاوت است.
آب در یک شیشهٔ دربسته با فضای پرشده از هوا روی آن یک سیستم دو فازی را تشکیل می‌دهد. بیشتر آب در فاز مایع است، که توسط جاذبهٔ متقابل مولکول‌های آب نگه داشته می‌شود. حتی در حالت تعادل، مولکول‌ها دائماً در حال حرکت هستند و هر از گاهی یک مولکول در فاز مایع انرژی جنبشی کافی را برای جدا شدن از فاز مایع و ورود به فاز گازی بدست می‌آورد. در حالت تعادل، فرایندهای تبخیر و تراکم متعادل شده و هیچ تغییر خالصی درحجم هر یک از فازها ایجاد نمی‌شود.

## تعداد فازها و نمودار

یک نمودار فاز معمولی برای یک مادهٔ تک‌جزئی، که فازهای جامد، مایع و گاز را نشان می‌دهد. خط سبز شکل معمول خط فاز مایع-جامد را نشان می‌دهد. خط سبز نقطه‌چین رفتار غیرعادی آب را هنگام افزایش فشار نشان می‌دهد. نقطه سه‌گانه و نقطه بحرانی به صورت نقاط قرمزرنگ نمایش داده شده‌اند.

برای یک ترکیب معین، فقط فازهای خاصی در دما و فشار معین امکان‌پذیر است. پیش‌بینی تعداد و نوع فازهای تشکیل شده دشوار است و معمولاً با آزمایش تعیین می‌شود. نتایج چنین آزمایش‌هایی را می‌توان در نمودارهای فازی رسم کرد.
نمودار فاز نشان داده شده در اینجا برای یک سیستم تک جزء است. در این سیستم ساده، امکان وجود فازها به فشار و دما بستگی دارد. علامت‌گذاری‌ها نقاطی را نشان می‌دهند که دو یا چند فاز می‌توانند با هم در تعادل وجود داشته باشند. در دماها و فشارهای دور از علامت‌گذاری، تنها یک فاز در حالت تعادل وجود خواهد داشت.
خط آبی رنگ نمودار که مرز بین مایع و گاز را مشخص می‌کند به‌طور نامحدود ادامه پیدا نمی‌کند و در نقطه‌ای به نام نقطه بحرانی خاتمه می‌یابد. با نزدیک شدن دما و فشار به این نقطه، خواص مایع و گاز به تدریج شبیه‌تر شده تا جایی که غیرقابل تمایز از یکدیگر می‌شوند. بالاتر از نقطهٔ بحرانی، فازهای مایع و گاز جداگانه از هم وجود ندارند و فقط یک فاز سیال عمومی وجود دارد که به عنوان سیال فوق بحرانی شناخته می‌شود. در آب، نقطه بحرانی در حدود ۶۴۷ کلوین (۳۷۴ درجه سانتی‌گراد یا ۷۰۵ درجه فارنهایت) و ۲۲٫۰۶۴ مگاپاسکال رخ می‌دهد.
یکی از ویژگی‌های غیر معمول نمودار فاز آب این است که خط جامد-مایع (که با نقطه‌چین سبز نشان داده شده) شیب منفی دارد در حالی که برای بیشتر مواد این شیب مثبت است. این ویژگی غیرمعمول آب مربوط به یخ است که چگالی کمتری نسبت به آب مایع دارد. افزایش فشار، آب را به فاز دارای چگالی بالاتری هدایت می‌کند که باعث ذوب می‌شود. یکی دیگر از ویژگی‌های نمودار فاز، نقطه‌ای است که خط فاز جامد-مایع در آن به خط فاز مایع-گاز می‌رسد. از این تقاطع به عنوان نقطه سه‌گانه یاد می‌شود. در این نقطه هر سه فاز می‌توانند با هم وجود داشته باشند.
از نظر تجربی، خطوط فاز به دلیل وابستگی متقابل دما و فشار که هنگام تشکیل چند فاز ایجاد می‌شود، نسبتاً آسان است. قانون فازی گیبس نشان می‌دهد که فازهای مختلف به‌طور کامل توسط این متغیّرها تعیین می‌شوند.

## پدیده‌های سطحی
بین دو فاز در حالت تعادل، یک منطقهٔ باریک وجود دارد که خواص آن جزو هیچ‌کدام از دو فاز نیست. اگرچه این ناحیه بسیار نازک است اما اثرات قابل توجه و به راحتی قابل شهود دارد، مانند ایجاد کشش سطحی در مایع. در مخلوط‌ها، برخی از اجزا ممکن است به سمت سطح حرکت کنند. از نظر مدل‌سازی، توصیف یا درک رفتار یک سیستم خاص، در نظر گرفتن ناحیهٔ سطحی به عنوان یک فاز مجزا می‌تواند مؤثر باشد.

## گذارهای فاز
وقتی یک ماده تحت یک انتقال فازی قرار می‌گیرد (از یک حالت ماده به حالت دیگر تغییر می‌کند)، معمولاً یا انرژی می‌گیرد یا انرژی آزاد می‌کند. به عنوان مثال، هنگامی که آب تبخیر می‌شود، افزایش انرژی جنبشی با فرار مولکول‌های در حال تبخیر از نیروهای جاذب مایع در کاهش دما منعکس می‌شوند. انرژی مورد نیاز برای القای گذار فاز از انرژی حرارتی داخلی آب گرفته می‌شود که مایع را خنک می‌کند. فرایند معکوس نیز گرما را آزاد می‌کند.